# デバージ
デバージ（DeBarge）は1980年から1989年に活動したデトロイト出身の音楽グループ。才能豊かなデバージ家の兄弟で結成されしばしばジャクソン家と比較される。

## 来歴

### 生い立ち
デバージ兄弟はフランス系の白人男性ロバート・デバージ・シニア(1953-1974)とアフリカ系黒人女性エタレーン・アブニー(1935-2024)を両親に持ち、ミシガン州デトロイトで生まれ育った。
ロバートとエタレーンが結婚して間もなく、ロバートによる支配的な言動(DV)が始まった。非常に嫉妬深い性格で他の男性の目に留まるような服装を着させず、また自由を奪うため妊娠させ続けられたとエタレーンは回顧録で告白した。生まれてきた子供たちにも精神的、肉体的な虐待を繰り返し、長女のバニーも7歳から13歳まで性的虐待を受けていたことを明かした。またロバートには他の女性との間に5人の子供がいたという。
エッテレネは1974年に離婚しプエルトリコ人のジョージ・ロドリゲスと再婚した。デバージ兄弟は白人と黒人のハーフだが、プエルトリカンの父親を持ったことでラテン系との誤った見方をされることが多い。

### デビュー～成功
兄弟が音楽活動を始めたのは、母親と共にデトロイトからミシガン州グランドラピッズに移った1970年代中頃からで、最初はランディ、マーク、エルドラ（エル）の３人で”SMASH”というバンドに参加した。そこに長女バニーが加わって、1979年に”The DeBarges”という独自のグループをスタートした。同じ時期の1976年、兄のボビーとトニーが結成した”Switch”は100万枚の売り上げを記録した。彼らの活動を見ていたモータウン創設者のベリー・ゴーディJr.はその年のうちにデバージ兄弟と契約を交わした。
モータウンで2年間修行した後、1981年にデビューアルバム”DeBerges”をリリース。「ジャクソン5の再来」と期待されたがファーストアルバムはさほど注目されないまま終わった。翌年の1982年、七男のジェームズを迎え入れるとともにグループ名をデバージ”DeBarge”に改名。セカンドアルバム「ALL THIS LOVE」を発表すると、ファーストカットの「アイ・ライク・イット」（ランディ、バニー、エルの3人の作曲）がR＆Bのシングルチャート2位に、ビルボードのアダルトコンテンポラリーチャートで1位を記録し一躍スターダムに躍り出た。
そして1985年にリリースされた4枚目のアルバム「リズム・オブ・ザ・ナイト」が世界中でヒット。その中の”RHYTHM OF THE NIGHT ” はR&Bチャートのトップを飾り、同年5月の全米ビルボード100では「ウィ・アー・ザ・ワールド」、マドンナの「クレイジー・フォー・ユー」に次ぐ3位を記録し、モータウンが送り出した数々のヒット曲の中でも最も売れた曲となった。この曲はもともとモータウンが製作した映画「The Last Dragon」（1984年 日本未公開）の主題曲として作られたもので、広く知られるようになったのは映画の宣伝やサウンドトラックの発売などの好条件が重なったおかげでもあった。

### ソロ活動～解散
「リズム・オブ・ザ・ナイト」が大ヒットしたおかげでバニーとエルはデバージから脱退しソロデビューを果たした。（メンバーではないが同じ時期にチコもソロアルバムデビューしている）
モータウンが彼らをグループから切り離したのは、薬物依存症である他の兄弟と共倒れさせないための予防措置だったという背景もある。2人が脱退したあと、残されたマーティとジェームズは長男のボビーを加えて「Bad Boys」をリリースしたが失敗に終わる。人気メンバーが離脱しグループの継続は商業的に難しいと判断され、「デバージ」はモータウンのレーベルから消えていった。
1988年、ボビーとチコが麻薬の密売容疑で逮捕され、ボビーは5年間、チコは6年間服役した。ボビーは子供の頃に父親から肉体的及び性的な虐待を受けていたと告白しており、弟のジェームズも同様のことをされたという。
ジェームズは1984年にジャネット・ジャクソンと結婚したが1年足らずで離婚した。その後ジェームズは数年間を麻薬中毒に苦しみながら路上生活をした。さらに長女バニーも薬物依存症であることを明かし、エルは女性ファンから性的暴行で訴えられるなどのトラブルが続く。
こうして1989年、デバージは解散した。
解散後、エルは2001年に麻薬所持により逮捕されており、2009年までに何度も刑務所を出入り保護観察下に置かれた。2010年にカムバックを果たしアルバムはグラミー賞にノミネートされた。しかし57歳になった2018年、仲間との口論からバールで車のフロントガラスを叩き割る事件を起こし器物損壊の容疑で逮捕された。保釈金２万ドル、勾留は一晩だけだったという。

## ディスコグラフィ
- The Debarges（1981）
- All This Love（1982）
- In a Special Way（1983）
- Rhythm of the Night（1985）
- Bad Boys（1987）

## デバージ兄弟
太字は「デバージ」のメンバー。括弧内は出生年。
- エタレーン ”バニー”・デバージ（1955-） ボーカル
- ロバート・ルイス ”ボビー”・デバージ（1956-1995 エイズによる合併症で死亡）ボーカル、ドラム、キーボード/ピアノ
- トーマス・キース  ”トミー”・デバージ（1957-2021）
- ウィリアム・ランダル ”ランディ”・デバージ（1958-）
- マーク ”マーティ”・デバージ（1959-）ボーカル、トランペット、サクソホン
- エルドラ・パトリック ”エル”・デバージ（1961-）ボーカル、キーボード/ピアノ
- ジェームズ・デバージ（1963-）ボーカル、キーボード/ピアノ
- ジョナサン・アーサー ”チコ”・デバージ（1966-）ボーカル、キーボード/ピアノ
- キャロル ”ピーチェス”・デバージ（1970-）
- ダレル ”ヤング”・デバージ（1970-）